# ポツダム進級
ポツダム進級（ポツダムしんきゅう）とは、大日本帝国陸軍・大日本帝国海軍が1945年8月15日のポツダム宣言受諾後に、軍人の階級を一つ進級させたこと。
退官手当や恩給をなるべく多く貰えるように行った。ポツダム進級で昇進した階級は、ポツダム少尉、ポツダム少佐など、「ポツダム」を階級の前に入れた俗称で呼ばれる。
対象は佐官以下だけで将官の進級はないとされるが、大日本帝国海軍解散直前の同年11月1日に中将へ昇進した中澤佑、木村昌福、矢野志加三、三戸寿の四名もポツダム中将と呼ぶ。